# جو ما
جو ما (انگلیسی: Joe Ma؛ زادهٔ ۲۷ ژوئن ۱۹۶۸) عضو پیشین نیروهای جی۴ پلیس هنگ کنگ، خواننده و بازیگر  است.
از فیلم‌ها یا مجموعه‌های تلویزیونی که وی در آن‌ها نقش داشته است، می‌توان به  قربانی اشاره نمود.